# Energia d'activació

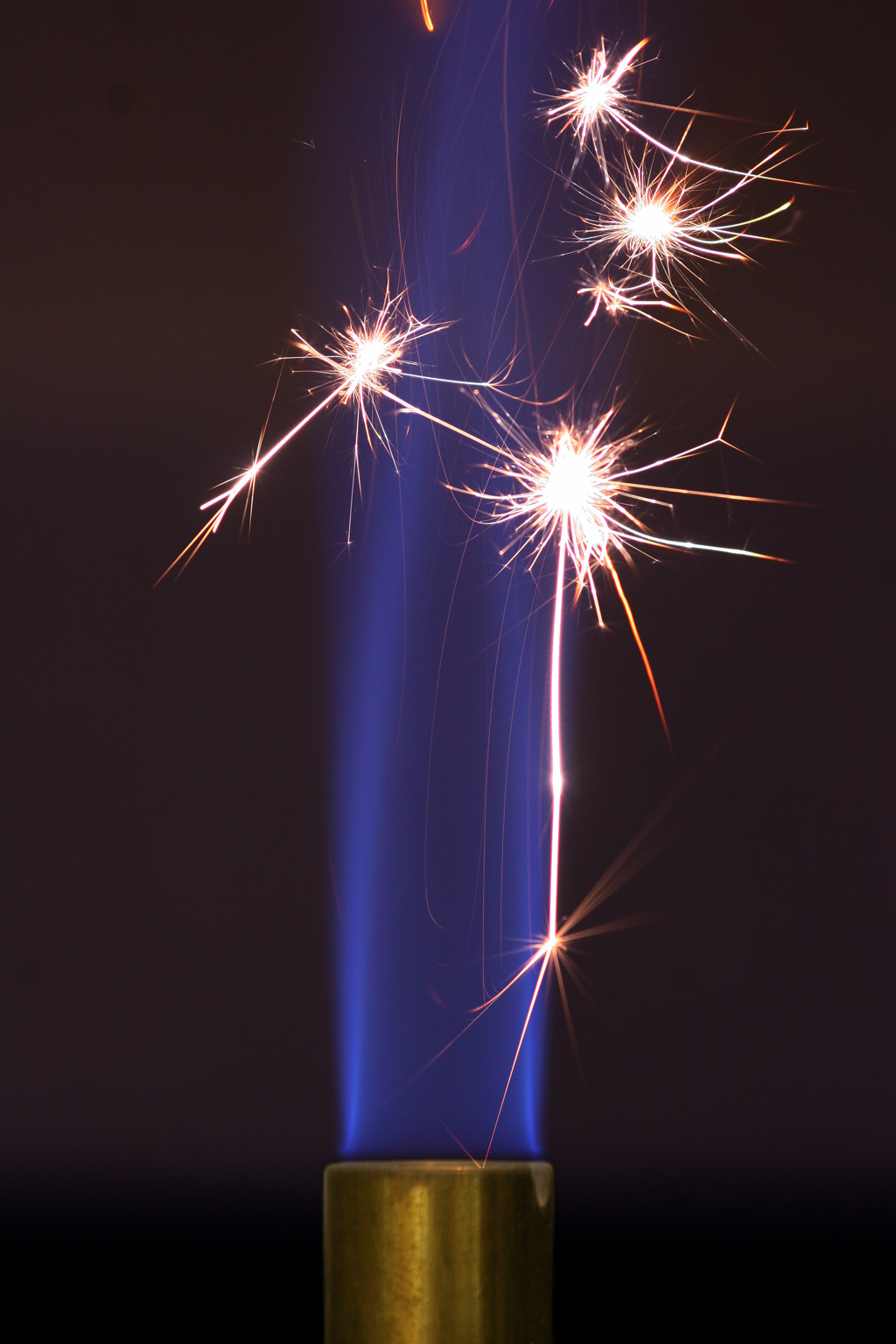
Una guspira aporta l'energia d'activació suficient per encendre un bec de Bunsen, quan la guspira s'apaga la flama continua cremant, ja que aquesta reacció de combustió és energèticament favorable

L'energia d'activació (generalment simbolitzada Ea), també coneguda com a font d'ignició, és l'energia mínima necessària perquè les partícules en xocar es combinin les unes amb les altres; és a dir, és la barrera a superar d'energia perquè s'iniciï una reacció química. L'energia d'activació s'expressa amb la següent equació:
{\displaystyle E_{\rm {a}}=RT^{2}\left({\frac {\partial \ln k}{\partial T}}\right)_{P}\,}
on:
- {\displaystyle R} és la constant dels gasos
- {\displaystyle T} és la temperatura
- {\displaystyle k} és la constant de reacció

L'energia d'activació es pot reduir amb la utilització de catalitzadors.

L'energia d'activació (corba vermella) es pot reduir usant un catalitzador (corba blava)